# Pritzier
Pritzier település Németországban, Mecklenburg-Elő-Pomeránia tartományban. Lakosainak száma 438 fő (2023. december 31.).

## Népesség
A település népességének változása:
| Lakosok száma | 421  | 405  | 459  | 473  | 438  |
|               | 2017 | 2019 | 2021 | 2022 | 2023 |